# Exploitation sexuelle

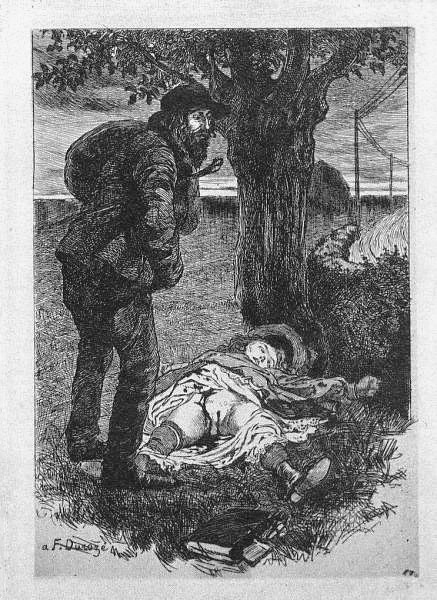
Dessins de Martin van Maele. Illustration de La Grande Danse macabre des vifs, 1905.

L'exploitation sexuelle peut être définie comme le fait d’abuser ou de tenter d’abuser d'une personne en profitant d’un état de vulnérabilité, d’un rapport de force inégal ou de rapports de confiance à des fins sexuelles, y compris mais non exclusivement en vue de tirer un avantage financier, social ou politique. Les femmes et les enfants sont les personnes les plus vulnérables victimes d'exploitation sexuelle. 
L’exploitation sexuelle comprend, entre autres, l'esclavage sexuel et l'exploitation sexuelle des enfants à des fins commerciales.
L’exploitation sexuelle constitue une infraction aux normes et aux principes juridiques internationaux. Bien que l’exploitation sexuelle de mineurs soit punissable dans le monde entier, elle n’est découverte que dans de rares cas et il est encore plus rare qu’elle soit sanctionnée pénalement.

## Droit international

### Nations unies
La Convention relative aux droits de l'enfant des Nations unies entrée en vigueur le 2 septembre 1990, fait obligation aux États de protéger les enfants (définis comme âgés de moins de dix-huit ans, sauf si la majorité est atteinte plus tôt en vertu de la législation nationale)  contre l’exploitation et les abus sexuels.
En 2000, le Protocole facultatif à la Convention relative aux droits de l’enfant, concernant la vente d’enfants, la prostitution des enfants et la pornographie mettant en scène des enfants a encore renforcé la protection contre ces infractions.

### En Europe
Les 46 États membres du Conseil de l'Europe (dont tous les États membres de l’Union européenne) ont ratifié le 25 octobre 2007 la Convention du Conseil de l'Europe sur la protection des enfants contre l'exploitation et les abus sexuels, également appelée « la Convention de Lanzarote », instrument international pour protéger les enfants de la violence sexuelle et l’exploitation sexuelle et qui impose la criminalisation de tous les types d'infractions à caractère sexuel perpétrées contre des enfants,. La Convention a également été ratifiée par la fédération de Russie et la Tunisie. 
Même si tous les États membres du Conseil de l'Europe ont ratifié la Convention de Lanzarote en 2021, l'Union européenne ne l'a pas encore signée et adopte sa propre législation conformément à la convention du Conseil de l'Europe.

### Au Canada
L'article 153 du Code criminel du Canada définit l'infraction qui consiste en l'exploitation sexuelle des adolescents âgés de seize ans au moins mais de moins de dix-huit ans et les peines encourues par cette infraction. 

« Commet une infraction toute personne qui est en situation d’autorité ou de confiance vis-à-vis d’un adolescent, à l’égard de laquelle l’adolescent est en situation de dépendance ou qui est dans une relation où elle exploite l’adolescent et qui, selon le cas : a) à des fins d’ordre sexuel, touche, directement ou indirectement, avec une partie de son corps ou avec un objet, une partie du corps de l’adolescent; b) à des fins d’ordre sexuel, invite, engage ou incite un adolescent à la toucher, à se toucher ou à toucher un tiers, directement ou indirectement, avec une partie du corps ou avec un objet. »

 L'auteur peut être déclaré coupable d’un acte criminel passible d’un emprisonnement maximal de quatorze ans, la peine minimale étant de un an ou d’une infraction punissable sur déclaration de culpabilité par procédure sommaire et passible d’un emprisonnement maximal de deux ans moins un jour, la peine minimale étant de quatre-vingt-dix jours.
On trouve des chefs d'accusation de nature similaire en droit canadien :  Agression sexuelle , Leurre, Contacts sexuels, Incitation à des contacts sexuels, Attouchements par des personnes en autorité vis-à-vis d’une personne ayant une déficience mentale ou physique  .

## Sources bibliographiques
- Barreau du Québec, Collection de droit 2019-2020, volume 13 -Infractions, moyens de défense et peine, Montréal, Éditions Yvon Blais, 2019
- Hugues Parent. Traité de droit criminel, Tome II — La culpabilité (actus reus et mens rea). Montréal : Éditions Thémis, 2007.